# 44. Kurentovanje (2004)
Kurentovanje 2004 je bil štiriinštirideseti uradni ptujski karneval, med 14. in 24 februarjem.
Organizator Kurentovanja je že tretje leto zapored Lokalna turistično organizacija Ptuj. Častni pokrovitelj je bil predsednik vlade Tone Rop. Glavni direktor letošnjega Kurentovanja je bil Tadej Bojnec (LTO Ptuj), programski vodja pa Milan Gabrovec. Tako na otvoritvi kot na karnevalski povorki, na kateri se je zbralo 35.000 obiskovalcev, se je na obeh trlo uglednih politikov in veleposlanikov, tako od doma kot iz tujine. Kurentanc so iz Kidričevega prestavili na Ptuj. Skupaj je dogodke obiskalo 90.000 ljudi. Tudi večerne prireditve v mestnem jedru so bile bolje obiskane kot prejšnja leta so bile bolje obiskane kot lani.

## Celoten spored kurentovanja

### Uvod v pustni čas
| Od   | Dogodek                     | Dan                                                                                   | Obisk        |
| ---- | --------------------------- | ------------------------------------------------------------------------------------- | ------------ |
| 2001 | 4. kurentov (korantov) skok | Polnočno obredje ob ognju na Zokijevi domačiji v Budini (Svečnica – 2. na 3. februar) | 200 kurentov |

### Glavni tradicionalni dogodki
| Od   | Dogodek                            | Dan                       |
| ---- | ---------------------------------- | ------------------------- |
| 1998 | 7. Otvoritvena etnografska povorka | predpustna sobota (14.2.) |
| 1960 | 44. mednarodna karnevalska povorka | pustna nedelja (22.2.)    |
| 1960 | 44. Pokop pusta                    | pustna torek (24.2.)      |

### Večerni prikaz ptujskih etnografskih likov
Na Mestnem trgu so nastopali tudi z čarodeji, gledališči in glasbenimi predstavami.
| Datum | Liki | Dan                   |
| --- | --- | --------------------- |
| Na Mestnem trgu vsak večer od 18. do 19. ure (na pustno soboto že ob 11. uri dopoldan; na pustni torek pa ob 16. uri) | |                       |
| 16.2. | Etnografske skupine in kurenti-koranti | predpustni ponedeljek |
| 16.2. | Mjuzikl "Gremo na vlak", ki bo najmlajše popeljal v čas charlestona (Gledališče unikat) | predpustni ponedeljek |
| 17.2. | Etnografske skupine in kurenti-koranti | predpustni torek      |
| 17.2. | Glasba tradicionalnih afriških ritmov z plesalkami (Bobners united) | predpustni torek      |
| 18.2. | Etnografske skupine in kurenti-koranti | pustna sreda          |
| 18.2. | Čarobno potovanje - komična čarovniška predstava primerna tudi za najmlajše, kjer se prepleta umetnost čaranja, ples, žongliranja z žogicami in milnimi mehurčki. Otroci v predstavi aktivno sodelujejo (Čarobno gledališče) | pustna sreda          |
| 19.2. | Etnografske skupine in kurenti-koranti | pustni četrek         |
| 19.2. | Čarodej Gusti in Pike Nogavičke (Bukovci) | pustni četrek         |
| 20.2. | Etnografske skupine in kurenti-koranti | pustni petek          |
| 20.2. | Glasba iz Ekvadorja | pustni petek          |
| 21.2. | Etnografske skupine in kurenti-koranti | pustna sobota         |
| 21.2. | Glumači - humorna predstava popotnega gledališča (Teater Cizamo) | pustna sobota         |
| 21.2. | Ptujčan gre v Evropo - enodejanka v 7 delih (Babji mlin) | pustna sobota         |
| 23.2. | Etnografske skupine in kurenti-koranti | pustni ponedeljek     |
| 23.2. | Čudna kavarna, komična zgodba v kateri se prepletajo čarovnije, pantomima, bruhanje ognja... (Čarobno gledališče) | pustni ponedeljek     |
| 27.2. | Etnografske skupine in kurenti-koranti | pustni torek          |
| 27.2. | Pokop pusta in spektakularna predstava ognjenega artista (Čarobno gledališče) | pustni torek          |

### Karnevalski šotor
| Od   | Dogodek                              | Dan                   |
| ---- | ------------------------------------ | --------------------- |
| 1994 | 11. Veliki karnevalski ples v maskah | pustna sobota (21.2.) |

### Spremljevalni program
| Od   | Študentski dogodek                   | Dan                   |
| ---- | ------------------------------------ | --------------------- |
| 2000 | 5. Kurentanc (Dvorana Mladika, Ptuj) | pustna sobota (22.2.) |

| Od   | Slikarstvo | Slikarstvo      | Dan                      |
| ---- | ---------- | --------------- | ------------------------ |
| 2003 | Ex tempore | Galerija Tenzor | predpustni petek (13.2.) |
| 2003 | Ex tempore | Galerija Tenzor | pustni petek (20.2.)     |

## Glavni dogodki

### 4. Kurentov skok (2.2.–3.2)
Zvonko Križaj oziroma 2. princ ptujskega karnevala "Matevž Zoki II" je hotel obuditi običaj iz otroštva, ko so si njegov oče in sosedje na Svečnico točno ob polnoči, prvič nadeli zvonce. Za to se je odločil da uvede novost, t.i. Kurentov skok, na njegovi domačiji v Budini ki pomeni uradni vstop v pustni čas. Za ta dogodek je značilno, da si kurenti ne nadenejo kožuha in maske, le zvonce, ježevke in gamaše. Zbralo se je okrog 200 kurentov.

### 7. Srečanje slovenskih pustnih etnografskih likov in mask (14.2.)
14. februarja, ob 11. uri dopoldan, je bila otvoritvena slovesnost pred mestno hišo. Ptujski župan Štefan Čelan je za 11 dni predal mestno oblast, ki jo je prevzel peti princ karnevala Cajnko Friderik V oz. Branko Cajnko. Župan je imel v mestni hiši sprejem za cel kup eminentnih gostov kot so na primer častni pokorovitelj Tone Rop (premier), Lojze Peterle, Johhny Young (am. veleposlanik) s sodelavko, Marie-Christine Pereyron (franc. veleposlanica), župan pobratenega Burghausna Herrn C. Unterhuber, Janez Zemljarič in Milan Kneževič (direktor Zadružne kmetijske banke Slovenije).
Na sedmem srečanju pustnih likov in mask Slovenije je sodelovalo 800 etnografski pustnih likov, od tega 400 kurentov. Skupaj iz 17 skupin.
| - Princ Friderik Cajnko s spremstvom - Orači (Podlehnik) - Orači (Leskovec) - Orači (Lancova vas) - Orači (Dornava) - Orači (Kidričevo) - Orači (Okič) - Kopjaši (Markovci) | - Cigani (Dornava) - Pokači (Tržec) - Vinogradniki (Soviče[[]]-Dravci) - Godba in mažoretke (Laško) - Vrbiške šjme (Vrbica) - Laški pusti (Kanal ob Soči) - Škoromati (Hrušica, Ilirska Bistrica) |  |

### 5. Kurentanc (21.2.)
21. februarja, na pustno soboto, od 19. do 4. ure zjutraj, je Klub ptujskih študentov (KPŠ) organiziral peto študentsko zabavo v maskah, s tem da so se iz Kidričevega preselili na novo lokacijo, v ptujsko Mladiko, bližje samemu pustnemu dogajanju. Glede na izkušnje iz prejšnjih let, ko se je Kurentanca v povrečju udeležilo okrog 800 udeležencev, ki so bili vsi maskirani, so jih letos pričakovali nekoliko več, čez 1000 udeležencev. Karta za člane KPŠ je znašala 1,000 tolarjev, za nečlane pa 1,400 tolarjev. Na dan prireditve so se karte prodajale po nekoliko višji ceni 1,500 tolarjev.

### 11. Veliki karnevalski ples v maskah (21.2.)
21. februarja, na pustno soboto, je potekal najbolj obiskan dogodek v karnevalskem šotoru, veliki karnevalski ples v maskah z večerjo (3.300 SIT).

### 44. Mednarodna karnevalska povorka (22.2.)
22. februarja, ob 14. uri, na pustno nedeljo, se je tudi na osrednji mednarodni karnevalski povorki spet trlo uglednih gostov. Častnega pokrovitelja je nadomestila Zdenka Kovač, ministrica za regionalni razvoj, nemški veleposlanik Hans Jochen Peters, namestnica izraelske veleposlanice Galit Ronen, odgovorna za Slovenijo, Hrvaško in Slovaško; pa dva poslanca državnega zbora, predstavnik državnega sveta; iz pobratenega mesta Banská Štiavnica je prišel župan Marian Lichner s sodelavci in etnografsko skupino Sitnan, gostji ptujskega župana pa sta bili tudi nekdanja in aktualna Miss Slovenije Nataša Krajnc in Tina Zajc. Župan je gostom podelil priložnostna darila, njegova žena Andreja dosedanjim princem karnevala robčke in medalje.
Karnevalsko povorko je v ne najlepšem vremenu obiskalo okrog 35.000 ljudi. V etnografskem delu so manjkale 4 skupine in okrog 300 kurentov (saj so se ustrašili dežja); v minimalnem otroškem delu sta nastopili le dve osnovni šoli (OŠ Meglič in Ljudski vrt), v karnevalskem delu pa je manjkala samo ena od 25 prijavljenih skupin in sicer "Dupleška mornarica". Skupaj je tako nastopilo okrog 2000 udeležencev iz skoraj 50 skupin, ki so se jim pridružile skupine Slovaške (Banská Štiavnica), Avstrije in Hrvaške (pusti Samobori).

### Pustni ponedeljek (23.2.)
Na pustni ponedeljek je v karnevalskem šotoru ob 16. uri potekala otroška maškarada, zvečer pa je za zabavo poskrbela Severina.

### 44. Pokop pusta (24.2.)
Na pustni torek, so v mestu ob 16. uri tudi uradno pokopali pust, ob spektakularni predstavi ognjenega artista (Čarobno gledališče).

## Karnevalski šotor
Med 14. in 24. februarjem 2004 je karnevalski šotoru stal 11. leto zapored, na tej lokaciji med cestnim in železniškim mostom pa četrtič zapored. Redna vstopnica je stala 1.200 SIT, maske in otroci (1.000 SIT), karnevalski bal z večerjo (3.300 SIT) in karnevalska prepustnica (6.500 SIT).

### Parkirišče med cestnim in železniškim mostom
| Datum | Vsi nastopajoči                                    | Dan                   |
| ----- | -------------------------------------------------- | --------------------- |
| 14.2. | ↓ OD 20. DO 1. URE ZJUTRAJ ↓                       | predpustna sobota     |
| 14.2. | Gost večer - Peter Januš                           | predpustna sobota     |
| 14.2. | Kopije (predskupina) in Kingston                   | predpustna sobota     |
| 15.2. | ↓ OD 20. DO 1. URE ZJUTRAJ ↓                       | predpustna nedelja    |
| 15.2. | Jasmin Stavros                                     | predpustna nedelja    |
| 16.2. | ↓ OD 20. DO 1. URE ZJUTRAJ ↓                       | predpustni ponedeljek |
| 16.2. | Karma in Ivana Brkić                               | predpustni ponedeljek |
| 17.2. | ↓ OD 20. DO 1. URE ZJUTRAJ ↓                       | predpustni torek      |
| 17.2. | Zoran Predin in Vlado Kreslin                      | predpustni torek      |
| 18.2. | ↓ OD 20. DO 1. URE ZJUTRAJ ↓                       | pustna sreda          |
| 18.2. | Študentsko pustovanje Slovenije                    | pustna sreda          |
| 18.2. | Tuja vrsta (predskupina), 6pack Čukur in Šank Rock | pustna sreda          |
| 19.2. | ↓ OD 20. DO 1. URE ZJUTRAJ ↓                       | pustni četrtek        |
| 19.2. | Natalija Verboten in Pika Božič                    | pustni četrtek        |
| 20.2. | ↓ OD 20. DO 1. URE ZJUTRAJ ↓                       | pustni petek          |
| 20.2. | PopCorn (predskupina) in Magnifico                 | pustni petek          |
| 21.2. | ↓ OD 20. DO 3. URE ZJUTRAJ ↓                       | pustna sobota         |
| 21.2. | KARNEVALSKI BAL; Show program PC Mambo in Čuki     | pustna sobota         |
| 22.2. | ↓ OD 17. DO 22. URE ↓                              | pustna nedelja        |
| 22.2. | Gamsi                                              | pustna nedelja        |
| 23.2. | ↓ OD 16. DO 18. URE ↓                              | pustni ponedeljek     |
| 23.2. | Otroška maškerada                                  | pustni ponedeljek     |
| 23.2. | ↓ OD 20. DO 1. URE ZJUTRAJ ↓                       | pustni ponedeljek     |
| 23.2. | Big Band (predskupina) in Severina                 | pustni ponedeljek     |
| 24.2. | ↓ OD 20. DO 1. URE ZJUTRAJ ↓                       | pustni torek          |
| 24.2. | Maja Šuput & Enjoy in Miran Rudan                  | pustni torek          |

## Pokrovitelji

### Glavni
- Mestna občina Ptuj

### Ostali
| - Perutnina Ptuj - Dravske elektrarne Maribor (DEM) - Radio City - najdi.si - Futura - Metropolis - proreklam - ExpoBiro - interexpo - Zavarovalnica Triglav - Nova KBM - limb - Mobitel - Radiotelevizija Slovenija - ljubljanska banka | - Zavarovalnica Maribor - Intera - NES - Pivovarna Laško - Ptujske pekarne in slaščičarne - Mercator - Ptujska klet - Štajerski tednik - Radio Ptuj - GEA - Petrol - Čisto mesto Ptuj - Komunalno podjetje Ptuj - Terme Ptuj |  |

## Nagrade

### Karnevalske skupine
|            | Nastopajoči                                         |
| ---------- | --------------------------------------------------- |
| 1. nagrada | »Faraon Stojankamon« (Stojnci)                      |
| 2. nagrada | »Zdrahe v Piranskem zalivu« (Ribja družina Stojnci) |
| 3. nagrada | »Rio de Stojnci« (Stojnci)                          |
| 4. nagrada | »Prvenški meksikanarji« (TD Prvenci)                |
| 5. nagrada | »Rimski kolosej« (KTD Soviče-Dravci)                |

## Etnografski liki
Avtohtoni etnografski liki iz Ptujskega polja, Dravskega polja ter z območja Haloz:
| - "Kurent" ali "Korant" (glavni etnografski lik) - "Pustni plesači" (Pobrežje, Videm) - "Pokači" (za srečo in blagostanje) - "Ploharji" (za čaranje plodnosti) - "Orači" (zarišejo magični krog) - "Hudič" (bojte, bojte, prihaja) - "Kopjaš" (ženitni lik) - "Cigani" (Dornava) | - "Moža išče kopanja" (slamnata nevesta) - "Kurike in piceki" (za dobro letino) - "Nagajivi medved" (Ptujsko polje) - "Baba deda nosi" (duhovi rajnih) - "Jürek in rabolj" (Haloze) - "Vile" (Zabovci) - "Ruse" (Ptujsko polje) |  |

## Trasa

### Otvoritveno srečanje slovenskih pustnih likov in mask (17.2.)
- Zadružni trg (start) – Pešmost – Dravska – Minoritski trg – Krempljeva – Mestni trg – Miklošičeva – Slomškova – Slovenski trg – Prešernova – Cankarjeva – Pešmost – Ob Dravi (zaključek)

### Mednarodna karnevalska povorka (25.2.)
- Osojnikova (start) – Potrčeva – Slomškova – Miklošičeva – Mestni trg – Krempljeva – Minoritski trg – Dravska – Pešmost – Ob Dravi (zaključek)

## 5. Princ karnevala
Cajnko Friderik V, je postal peti princ karnevala, ki je imel enoletni mandat. Inavguriran je bil na Martinovo leta 2003 točno ob 11.11 uri. Na otvoritvi karnevala je od župana Štefana Čelana prejel ključe mestne hiše in za 11 dni "prevzel" mestno oblast in jo na pokop pusta tudi vrnil.

## Bližnji etnografski fašenki

### V okolici Ptuja
| #   | Povorka         | Dan               | Od   |
| --- | --------------- | ----------------- | ---- |
| 13. | Markovci        | pustna nedelja    | 1992 |
| 12. | Cirkovce        | pustni torek      | 1993 |
| 11. | Cirkulane       | pustna sobota     | 1994 |
| 9.  | Videm pri Ptuju | pustni ponedeljek | 1996 |
| 5.  | Majšperk        | pustna sobota     | 2000 |